# Hyperbaena allenii
Hyperbaena allenii là một loài thực vật có hoa trong họ Biển bức cát. Loài này được Standl. mô tả khoa học đầu tiên năm 1940.